# Curvularia protuberata
Curvularia protuberata är en svampart som beskrevs av R.R. Nelson & Hodges 1965. Curvularia protuberata ingår i släktet Curvularia och familjen Pleosporaceae.   Inga underarter finns listade i Catalogue of Life.